# Bilan saison par saison des Pistons de Détroit

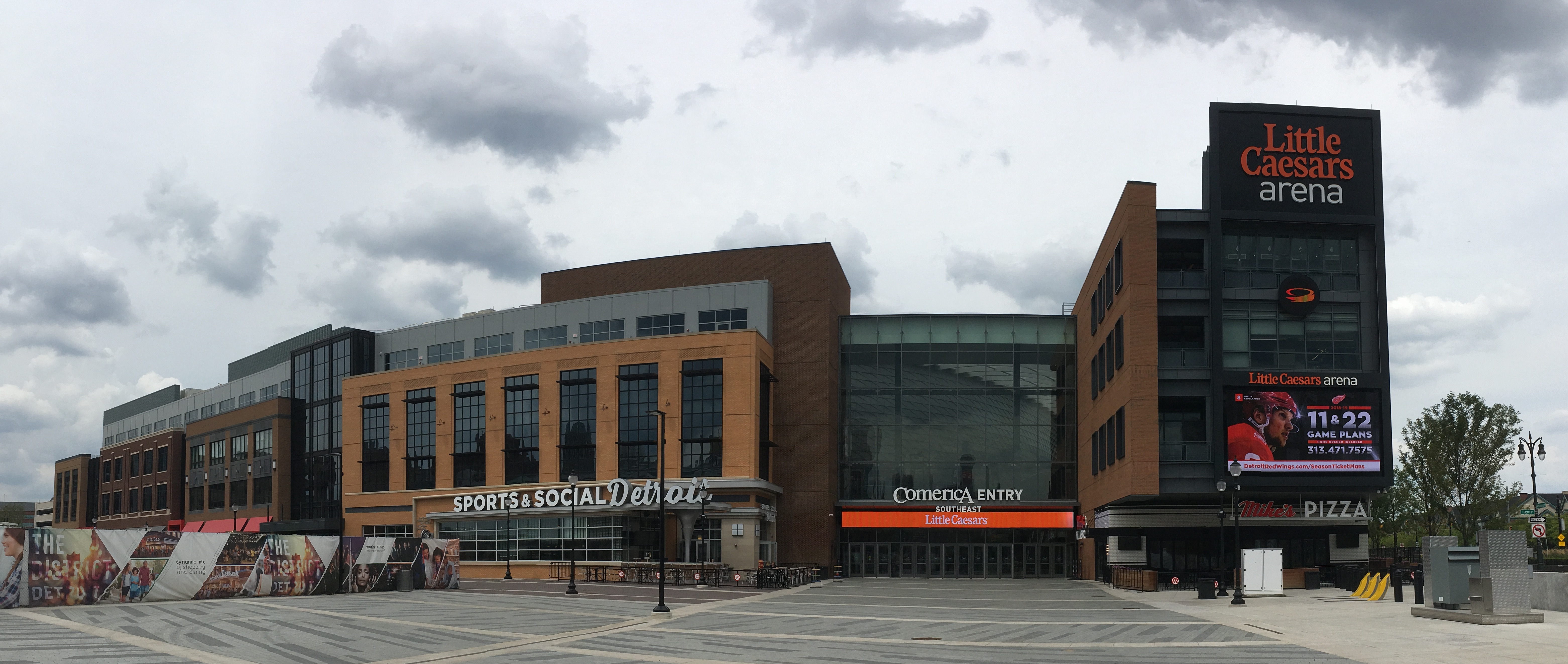
La Little Caesars Arena est l'arène des Pistons.

Le tableau suivant est un bilan saison par saison des Pistons de Détroit avec les performances réalisées par la franchise depuis sa création en 1946.
| Saison             | Équipe           | Conférence       | Conférence       | Division         | Division         | Saison régulière | Saison régulière | Saison régulière | Playoffs | Entraîneur principal                              | Réf.         |
| Saison             | Équipe           | Conférence       | Conférence       | Division         | Division         | V                | D                | PCT              | Playoffs | Entraîneur principal                              | Réf.         |
| ------------------ | ---------------- | ---------------- | ---------------- | ---------------- | ---------------- | ---------------- | ---------------- | ---------------- | --- | ------------------------------------------------- | ------------ |
| Fort Wayne Pistons |                  |                  |                  |                  |                  |                  |                  |                  | |                                                   |              |
| 1948-49            | 1948-49          | -                | -                | Ouest            | 5e               | 22               | 38               | 36,7%            | - | Carl Bennett Curly Armstrong                      | [ 1 ]        |
| 1949-50            | 1949-50          | -                | -                | Centrale         | 4e               | 40               | 28               | 58,8%            | Victoire en demi-finale de division (Rochester, 2-0) Défaite en finale de division (L.A. Lakers, 0-2)                                                                                       | Murray Mendenhall                                 | [ 2 ]        |
| 1950-51            | 1950-51          | -                | -                | Ouest            | 3e               | 32               | 36               | 47,1%            | Défaite en demi-finale de division (Rochester, 1-2) | Murray Mendenhall                                 | [ 3 ]        |
| 1951-52            | 1951-52          | -                | -                | Ouest            | 4e               | 29               | 37               | 43,9%            | Défaite en demi-finale de division (Rochester, 0-2) | Paul Birch                                        | [ 4 ]        |
| 1952-53            | 1952-53          | -                | -                | Ouest            | 3e               | 36               | 33               | 52,2%            | Victoire en demi-finale de division (Rochester, 2-1) Défaite en finale de division (L.A. Lakers, 2-3)                                                                                       | Paul Birch                                        | [ 5 ]        |
| 1953-54            | 1953-54          | -                | -                | Ouest            | 3e               | 40               | 32               | 55,6%            | Défaite en phase de poule de l'Ouest (Rochester et L.A. Lakers, 0-4) | Paul Birch                                        | [ 6 ]        |
| 1954-55            | 1954-55          | -                | -                | Ouest            | 1er              | 43               | 29               | 59,7%            | Victoire en finale de division (L.A. Lakers, 3-1) Défaite en finale NBA (Syracuse, 3-4) | Charles Eckman                                    | [ 7 ]        |
| 1955-56            | 1955-56          | -                | -                | Ouest            | 1er              | 37               | 35               | 51,4%            | Victoire en finale de division (Atlanta, 3-2) Défaite en finale NBA (Philadelphie, 1-4) | Charles Eckman                                    | [ 8 ]        |
| 1956-57            | 1956-57          | -                | -                | Ouest            | 2e               | 34               | 38               | 47,2%            | Défaite en demi-finale de division (L.A. Lakers, 0-2) | Charles Eckman                                    | [ 9 ]        |
| Detroit Pistons    |                  |                  |                  |                  |                  |                  |                  |                  | |                                                   |              |
| 1957-58            | 1957-58          | -                | -                | Ouest            | 3e               | 33               | 39               | 45,8%            | Victoire en demi-finale de division (Rochester, 2-0) Défaite en finale de division (Atlanta, 1-4)                                                                                           | Charles Eckman Red Rocha                          | [ 10 ]       |
| 1958-59            | 1958-59          | -                | -                | Ouest            | 3e               | 28               | 44               | 38,9%            | Défaite en demi-finale de division (L.A. Lakers, 1-2) | Red Rocha                                         | [ 11 ]       |
| 1959-60            | 1959-60          | -                | -                | Ouest            | 2e               | 30               | 45               | 40,0%            | Défaite en demi-finale de division (L.A. Lakers, 0-2) | Red Rocha Dick McGuire                            | [ 12 ]       |
| 1960-61            | 1960-61          | -                | -                | Ouest            | 3e               | 34               | 45               | 43,0%            | Défaite en demi-finale de division (L.A. Lakers, 2-3) | Dick McGuire                                      | [ 13 ]       |
| 1961-62            | 1961-62          | -                | -                | Ouest            | 3e               | 37               | 43               | 46,3%            | Victoire en demi-finale de division (Rochester, 3-1) Défaite en finale de division (L.A. Lakers, 2-4)                                                                                       | Dick McGuire                                      | [ 14 ]       |
| 1962-63            | 1962-63          | -                | -                | Ouest            | 3e               | 34               | 46               | 42,5%            | Défaite en demi-finale de division (Atlanta, 1-3) | Dick McGuire                                      | [ 15 ]       |
| 1963-64            | 1963-64          | -                |                  | Ouest            | 5e               | 23               | 57               | 28,8%            | - | Charles Wolf                                      | [ 16 ]       |
| 1964-65            | 1964-65          | -                | -                | Ouest            | 4e               | 31               | 49               | 38,8%            | - | Charles Wolf Dave DeBusschere                     | [ 17 ]       |
| 1965-66            | 1965-66          | -                | -                | Ouest            | 5e               | 22               | 58               | 27,5%            | - | Dave DeBusschere                                  | [ 18 ]       |
| 1966-67            | 1966-67          | -                | -                | Ouest            | 5e               | 30               | 51               | 37,0%            | - | Dave DeBusschere Donnie Butcher                   | [ 19 ]       |
| 1967-68            | 1967-68          | -                | -                | Est              | 4e               | 40               | 42               | 48,8%            | Défaite en demi-finale de division (Boston, 2-4) | Donnie Butcher                                    | [ 20 ]       |
| 1968-69            | 1968-69          | -                | -                | Est              | 6e               | 32               | 50               | 39,0%            | - | Donnie Butcher Paul Seymour                       | [ 21 ]       |
| 1969-70            | 1969-70          | -                | -                | Est              | 7e               | 31               | 51               | 37,8%            | - | Butch van Breda Kolff                             | [ 22 ]       |
| 1970-71            | 1970-71          | Ouest            | 6e               | Midwest          | 6e               | 45               | 37               | 54,9%            | - | Butch van Breda Kolff                             | [ 23 ]       |
| 1971-72            | 1971-72          | Ouest            | 8e               | Midwest          | 4e               | 26               | 56               | 31,7%            | - | Butch van Breda Kolff Terry Dischinger Earl Lloyd | [ 24 ]       |
| 1972-73            | 1972-73          | Ouest            | 5e               | Midwest          | 3e               | 40               | 42               | 48,8%            | - | Earl Lloyd Ray Scott                              | [ 25 ]       |
| 1973-74            | 1973-74          | Ouest            | 4e               | Midwest          | 3e               | 52               | 30               | 63,4%            | Défaite en demi-finale de conférence (Chicago, 3-4) | Ray Scott                                         | [ 26 ]       |
| 1974-75            | 1974-75          | Ouest            | 5e               | Midwest          | 3e               | 40               | 42               | 48,8%            | Défaite au premier tour (Seattle, 1-2) | Ray Scott                                         | [ 27 ]       |
| 1975-76            | 1975-76          | Ouest            | 5e               | Midwest          | 2e               | 36               | 46               | 43,9%            | Victoire au premier tour (Milwaukee, 2-1) Défaite en demi-finale de conférence (Golden State, 2-4)                                                                                          | Ray Scott Herb Brown                              | [ 28 ]       |
| 1976-77            | 1976-77          | Ouest            | 5e               | Midwest          | 2e               | 44               | 38               | 53,7%            | Défaite au premier tour (Golden State, 1-2) | Herb Brown                                        | [ 29 ]       |
| 1977-78            | 1977-78          | Ouest            | 9e               | Midwest          | 4e               | 38               | 44               | 46,3%            | - | Herb Brown Bob Kauffman                           | [ 30 ]       |
| 1978-79            | 1978-79          | Est              | 9e               | Centrale         | 5e               | 30               | 52               | 36,6%            | - | Dick Vitale                                       | [ 31 ]       |
| 1979-80            | 1979-80          | Est              | 11e              | Centrale         | 6e               | 16               | 66               | 19,5%            | - | Dick Vitale Richie Adubato                        | [ 32 ]       |
| 1980-81            | 1980-81          | Est              | 11e              | Centrale         | 6e               | 21               | 61               | 25,6%            | - | Scotty Robertson                                  | [ 33 ]       |
| 1981-82            | 1981-82          | Est              | 7e               | Centrale         | 3e               | 39               | 43               | 47,6%            | - | Scotty Robertson                                  | [ 34 ]       |
| 1982-83            | 1982-83          | Est              | 8e               | Centrale         | 3e               | 37               | 45               | 45,1%            | - | Scotty Robertson                                  | [ 35 ]       |
| 1983-84            | 1983-84          | Est              | 4e               | Centrale         | 2e               | 49               | 33               | 59,8%            | Défaite au premier tour (New York, 2-3) | Chuck Daly                                        | [ 36 ]       |
| 1984-85            | 1984-85          | Est              | 4e               | Centrale         | 2e               | 46               | 36               | 56,1%            | Victoire au premier tour (New Jersey, 3-0) Défaite en demi-finale de conférence (Boston, 2-4)                                                                                               | Chuck Daly                                        | [ 37 ]       |
| 1985-86            | 1985-86          | Est              | 5e               | Centrale         | 3e               | 46               | 36               | 56,1%            | Défaite au premier tour (Atlanta, 1-3) | Chuck Daly                                        | [ 38 ]       |
| 1986-87            | 1986-87          | Est              | 3e               | Centrale         | 2e               | 52               | 30               | 63,4%            | Victoire au premier tour (Washington, 3-0) Victoire en demi-finale de conférence (Atlanta, 4-1) Défaite en finale de conférence (Boston, 3-4)                                               | Chuck Daly                                        | [ 39 ]       |
| 1987-88            | 1987-88          | Est              | 2e               | Centrale         | 1er              | 54               | 28               | 65,9%            | Victoire au premier tour (Washington, 3-2) Victoire en demi-finale de conférence (Chicago, 4-1) Victoire en finale de conférence (Boston, 4-2) Défaite en finale NBA (L.A. Lakers, 3-4)     | Chuck Daly                                        | [ 40 ]       |
| 1988-89            | 1988-89          | Est              | 1er              | Centrale         | 1er              | 63               | 19               | 76,8%            | Victoire au premier tour (Boston, 3-0) Victoire en demi-finale de conférence (Milwaukee, 4-0) Victoire en finale de conférence (Chicago, 4-2) Victoire en finale NBA (L.A. Lakers, 4-0)     | Chuck Daly                                        | [ 41 ]       |
| 1989-90            | 1989-90          | Est              | 1er              | Centrale         | 1er              | 59               | 23               | 72,0%            | Victoire au premier tour (Indiana, 3-0) Victoire en demi-finale de conférence (New York, 4-1) Victoire en finale de conférence (Chicago, 4-3) Victoire en finale NBA (Portland, 4-1)        | Chuck Daly                                        | [ 42 ]       |
| 1990-91            | 1990-91          | Est              | 3e               | Centrale         | 2e               | 50               | 32               | 61,0%            | Victoire au premier tour (Atlanta, 3-2) Victoire en demi-finale de conférence (Boston, 4-2) Défaite en finale de conférence (Chicago, 0-4)                                                  | Chuck Daly                                        | [ 43 ]       |
| 1991-92            | 1991-92          | Est              | 5e               | Centrale         | 3e               | 48               | 34               | 58,5%            | Défaite au premier tour (New York, 2-3) | Chuck Daly                                        | [ 44 ]       |
| 1992-93            | 1992-93          | Est              | 10e              | Centrale         | 6e               | 40               | 42               | 48,8%            | - | Ron Rothstein                                     | [ 45 ]       |
| 1993-94            | 1993-94          | Est              | 14e              | Centrale         | 6e               | 20               | 62               | 24,4%            | - | Don Chaney                                        | [ 46 ]       |
| 1994-95            | 1994-95          | Est              | 12e              | Centrale         | 7e               | 28               | 54               | 34,1%            | - | Don Chaney                                        | [ 47 ]       |
| 1995-96            | 1995-96          | Est              | 7e               | Centrale         | 5e               | 46               | 36               | 56,1%            | Défaite au premier tour (Orlando, 0-3) | Doug Collins                                      | [ 48 ]       |
| 1996-97            | 1996-97          | Est              | 5e               | Centrale         | 4e               | 54               | 28               | 65,9%            | Défaite au premier tour (Atlanta, 2-3) | Doug Collins                                      | [ 49 ]       |
| 1997-98            | 1997-98          | Est              | 11e              | Centrale         | 6e               | 37               | 45               | 45,1%            | - | Doug Collins Alvin Gentry                         | [ 50 ]       |
| 1998-99            | 1998-99          | Est              | 5e               | Centrale         | 3e               | 29               | 21               | 58,0%            | Défaite au premier tour (Atlanta, 2-3) | Alvin Gentry                                      | [ 51 ]       |
| 1999-00            | 1999-00          | Est              | 7e               | Centrale         | 5e               | 42               | 40               | 51,2%            | Défaite au premier tour (Miami, 0-3) | Alvin Gentry George Irvine                        | [ 52 ]       |
| 2000-01            | 2000-01          | Est              | 10e              | Centrale         | 5e               | 32               | 50               | 39,0%            | - | George Irvine                                     | [ 53 ]       |
| 2001-02            | 2001-02          | Est              | 2e               | Centrale         | 1er              | 50               | 32               | 61,0%            | Victoire au premier tour (Toronto, 3-2) Défaite en demi-finale de conférence (Boston, 1-4)                                                                                                  | Rick Carlisle                                     | [ 54 ]       |
| 2002-03            | 2002-03          | Est              | 1er              | Centrale         | 1er              | 50               | 32               | 61,0%            | Victoire au premier tour (Orlando, 4-3) Victoire en demi-finale de conférence (Philadelphie, 4-2) Défaite en finale de conférence (New Jersey, 0-4)                                         | Rick Carlisle                                     | [ 55 ]       |
| 2003-04            | 2003-04          | Est              | 3e               | Centrale         | 2e               | 54               | 28               | 65,9%            | Victoire au premier tour (Milwaukee, 4-1) Victoire en demi-finale de conférence (New Jersey, 4-3) Victoire en finale de conférence (Indiana, 4-2) Victoire en finale NBA (L.A. Lakers, 4-1) | Larry Brown                                       | [ 56 ]       |
| 2004-05            | 2004-05          | Est              | 2e               | Centrale         | 1er              | 54               | 28               | 65,9%            | Victoire au premier tour (Philadelphie, 4-1) Victoire en demi-finale de conférence (Indiana, 4-2) Victoire en finale de conférence (Miami, 4-3) Défaite en finale NBA (San Antonio, 3-4)    | Larry Brown                                       | [ 57 ]       |
| 2005-06            | 2005-06          | Est              | 1er              | Centrale         | 1er              | 64               | 18               | 78,0%            | Victoire au premier tour (Milwaukee, 4-1) Victoire en demi-finale de conférence (Cleveland, 4-3) Défaite en finale de conférence (Miami, 2-4)                                               | Flip Saunders                                     | [ 58 ]       |
| 2006-07            | 2006-07          | Est              | 1er              | Centrale         | 1er              | 53               | 29               | 64,6%            | Victoire au premier tour (Orlando, 4-0) Victoire en demi-finale de conférence (Chicago, 4-2) Défaite en finale de conférence (Cleveland, 2-4)                                               | Flip Saunders                                     | [ 59 ]       |
| 2007-08            | 2007-08          | Est              | 2e               | Centrale         | 1er              | 59               | 23               | 72,0%            | Victoire au premier tour (Philadelphie, 4-2) Victoire en demi-finale de conférence (Orlando, 4-1) Défaite en finale de conférence (Boston, 2-4)                                             | Flip Saunders                                     | [ 60 ]       |
| 2008-09            | 2008-09          | Est              | 8e               | Centrale         | 3e               | 39               | 43               | 47,6%            | Défaite au premier tour (Cleveland, 0-4) | Michael Curry                                     | [ 61 ]       |
| 2009-10            | 2009-10          | Est              | 12e              | Centrale         | 5e               | 27               | 55               | 32,9%            | - | John Kuester                                      | [ 62 ]       |
| 2010-11            | 2010-11          | Est              | 11e              | Centrale         | 4e               | 30               | 52               | 36,6%            | - | John Kuester                                      | [ 63 ]       |
| 2011-12            | 2011-12          | Est              | 10e              | Centrale         | 4e               | 25               | 41               | 37,9%            | - | Lawrence Frank                                    | [ 64 ]       |
| 2012-13            | 2012-13          | Est              | 11e              | Centrale         | 4e               | 29               | 53               | 35,4%            | - | Lawrence Frank                                    | [ 65 ]       |
| 2013-14            | 2013-14          | Est              | 11e              | Centrale         | 4e               | 29               | 53               | 35,4%            | - | Maurice Cheeks John Loyer                         | [ 66 ]       |
| 2014-15            | 2014-15          | Est              | 12e              | Centrale         | 5e               | 32               | 50               | 39,0%            | - | Stan Van Gundy                                    | [ 67 ]       |
| 2015-16            | 2015-16          | Est              | 8e               | Centrale         | 3e               | 44               | 38               | 53,7%            | Défaite au premier tour (Cleveland, 0-4) | Stan Van Gundy                                    | [ 68 ]       |
| 2016-17            | 2016-17          | Est              | 10e              | Centrale         | 5e               | 37               | 45               | 45,1%            | - | Stan Van Gundy                                    | [ 69 ]       |
| 2017-18            | 2017-18          | Est              | 9e               | Centrale         | 4e               | 39               | 43               | 47,6%            | - | Stan Van Gundy                                    | [ 70 ]       |
| 2018-19            | 2018-19          | Est              | 8e               | Centrale         | 3e               | 41               | 41               | 50,0%            | Défaite au premier tour (Milwaukee, 0-4) | Dwane Casey                                       | [ 71 ]       |
| 2019-20            | 2019-20          | Est              | 13e              | Centrale         | 4e               | 20               | 46               | 30,3%            | - | Dwane Casey                                       | [ 72 ]       |
| 2020-21            | 2020-21          | Est              | 15e              | Centrale         | 5e               | 20               | 52               | 27,8%            | - | Dwane Casey                                       | [ 73 ]       |
| 2021-22            | 2021-22          | Est              | 14e              | Centrale         | 5e               | 23               | 59               | 28,0%            | - | Dwane Casey                                       | [ 74 ]       |
| 2022-23            | 2022-23          | Est              | 15e              | Centrale         | 5e               | 17               | 65               | 20,7%            | - | Dwane Casey                                       | [ 75 ]       |
| 2023-24            | 2023-24          | Est              | 15e              | Centrale         | 5e               | 14               | 68               | 17,1%            | - | Monty Williams                                    | [ 76 ]       |
| 2024-25            | 2024-25          | Est              | 6e               | Centrale         | 4e               | 44               | 38               | 53,7%            | Défaite au premier tour (New York, 2-4) | J. B. Bickerstaff                                 | [ 77 ]       |
| Saison régulière   | Saison régulière | Saison régulière | Saison régulière | Saison régulière | Saison régulière | 2 871            | 3 209            | 47,2%            | |                                                   |              |
| Playoffs           | Playoffs         | Playoffs         | Playoffs         | Playoffs         | Playoffs         | 191              | 187              | 50,5%            | 3 titres NBA | 3 titres NBA                                      | 3 titres NBA |